# Landesliga (Østrig)
Landesliga er i Østrig den fjerdebedste fodboldrække. Ligaen er fordelt i ni ligaer.
- Landesliga Burgenland
- 1. Niederösterreichische Landesliga
- Wiener Stadtliga

Vinderne af hver liga rykker op i Regionalliga Øst
- Kärntner Liga
- OÖ Liga
- Landesliga Steiermark

Vinderne af hver liga rykker op i Regionalliga Central
- Salzburger Liga
- Tiroler Liga
- Vorarlbergliga

Vinderne af hver liga rykker op i Regionalliga Vest